# Radical 166
El radical 166, representado por el carácter Han 里, es uno de los 214 radicales del diccionario de Kangxi. En mandarín estándar es llamado 里部, (lǐ bù, ‘radical «pueblo»’); en japonés es llamado 里部, りぶ (ribu), y en coreano 리 (ri). 
El radical 166 puede aparecer en el lado izquierdo de los caracteres que clasifica (por ejemplo, en 野) o en la parte inferior (por ejemplo, en 量).
El carácter 里, se usa para representar la unidad de longitud tradicional china li.

## Nombres populares
- Mandarín estándar: 里, lǐ, ‘pueblo’, ‘li (unidad)’.
- Coreano: 마을리부, maeul ri bu, ‘radical ri-pueblo’.
- Japonés:　里（さと）, sato, ‘pueblo’; 里偏（さとへん）, satohen, ‘«pueblo» en el lado izquierdo del carácter’.[1]
- En occidente: radical «pueblo».

## Galería
| Estilos antiguos                                 | Estilos antiguos                  | Estilos antiguos                        | Estilos antiguos                   | Estilos antiguos                   | Estilos empleados actualmente       | Estilos empleados actualmente  | Estilos empleados actualmente    | Estilos empleados actualmente   | Estilos empleados actualmente  |
|                                                  |                                   |                                         |                                    |                                    |                                     | 里                             | 里                               |                                 |                                |
| 甲骨文 jiǎgǔwén (escritura de huesos oraculares) | 金文 jīnwén (escritura de bronce) | 简帛 jiǎnbó (escritura de bambú y seda) | 篆文 zhuànwén (escritura de sello) | 篆文 zhuànwén (escritura de sello) | 隸書 lìshū (estilo de los escribas) | 楷書 kǎishū (estilo regular)   | 楷書 kǎishū (estilo regular)     | 行書 xǐngshū (estilo corriente) | 草書 cǎoshū (estilo de hierba) |
| 甲骨文 jiǎgǔwén (escritura de huesos oraculares) | 金文 jīnwén (escritura de bronce) | 简帛 jiǎnbó (escritura de bambú y seda) | 大篆 dàzhuàn (sello grande)        | 小篆 xiǎozhuàn (sello pequeño)     | 隸書 lìshū (estilo de los escribas) | 繁體／繁体 fántǐ (tradicional) | 简体／簡體 jiǎntǐ (simplificado) | 行書 xǐngshū (estilo corriente) | 草書 cǎoshū (estilo de hierba) |

## Caracteres con el radical 166
| trazos | carácter |
| ------ | -------- |
| + 0    | 里       |
| + 2    | 重       |
| + 4    | 野       |
| + 5    | 量       |
| + 11   | 釐       |